# Thierry Dufrêne
Thierry Dufrêne est un écrivain, essayiste, historien de l'art, critique d'art, commissaire d'exposition et universitaire français, professeur d'histoire de l'art à l'université de Nanterre.

## Biographie
Ancien élève de l’ENS de Saint-Cloud (1977-1980), agrégé d’histoire (1980), Thierry Dufrêne est professeur d’histoire de l’art à l'université de Nanterre.
De février 2007 à juin 2013, il a été adjoint au directeur général de l'Institut national d'histoire de l'art (INHA), chargé des relations internationales. Il est secrétaire scientifique du Comité international d’histoire de l’art (CIHA) depuis 2004.
Depuis la publication de sa thèse intitulée Alberto Giacometti. Les dimensions de la réalité, il travaille sur l’histoire de la sculpture contemporaine (monographies, histoire des formes, lieux de la sculpture) et développe des recherches sur Piotr Kowalski, Berto Lardera, Ivan Messac, Joel Shapiro, Jannis Kounellis, David Nash, Joan Miró, Christiaan Zwanikken, Nicolas Darrot, etc.
Il a été commissaire d’une vingtaine d’expositions, et co-commissaire de l’exposition Une image peut en cacher une autre au Grand Palais en 2009 et de la rétrospective Salvador Dali (MNAM / Centre Pompidou Paris, 21 novembre 2012-25 mars 2013). Il est commissaire associé de l’exposition Persona. Étrangement humain (janvier-novembre 2016) au musée du Quai Branly.
Il est responsable scientifique de la programmation Art et Caméra lors de l’édition 2014 du Festival de l'histoire de l'art de Fontainebleau.
Il est aussi membre de l’Association internationale des critiques d’art (AICA).

## Publications

### Ouvrages
- Giacometti. Les dimensions de la réalité, Paris, Skira, 1994
- La Grande Galerie des Sculptures, Paris, Éditions du Centre Georges Pompidou/ Musée du Louvre/ Musée d’Orsay, 2005
- Giacometti/Genet : masques et portrait moderne, Paris, Vilo, 2006
- Le Journal de Giacometti, Paris, Hazan, 2007
- Avec Fabrice Flahutez, Art et mythe, Paris, Presses universitaires de Paris Ouest, 2011, 170 p. (ISBN 978-2-84016-091-5, lire en ligne)
- Dali. Double image, double vie, Paris, Hazan, 2012
- Avec Montse Aguer, Jean-Michel Bouhours, Jean-Hubert Martin, Salvador Dali, cat.expo. « Salvador Dali », Musée national d'art moderne, Centre Georges Pompidou, Paris/Museo Reina Sofia, Madrid, Paris, éd. du Centre Pompidou, 384 p. (versions française et espagnole), 2012.
- La poupée sublimée. Quand Niki de Saint-Phalle et les artistes contemporains font des poupées, Paris, Skira, 2014
- Modigliani, Citadelle & Mazenod, 2020.

### Articles
- « Alberto Giacometti aujourd’hui », Perspective, 3 | 2008, 393-408 [mis en ligne le 31 mars 2018, consulté le 31 janvier 2022. URL : http://journals.openedition.org/perspective/3243 ; DOI : https://doi.org/10.4000/perspective.3243].